# Fotoindukovaný přenos elektronu

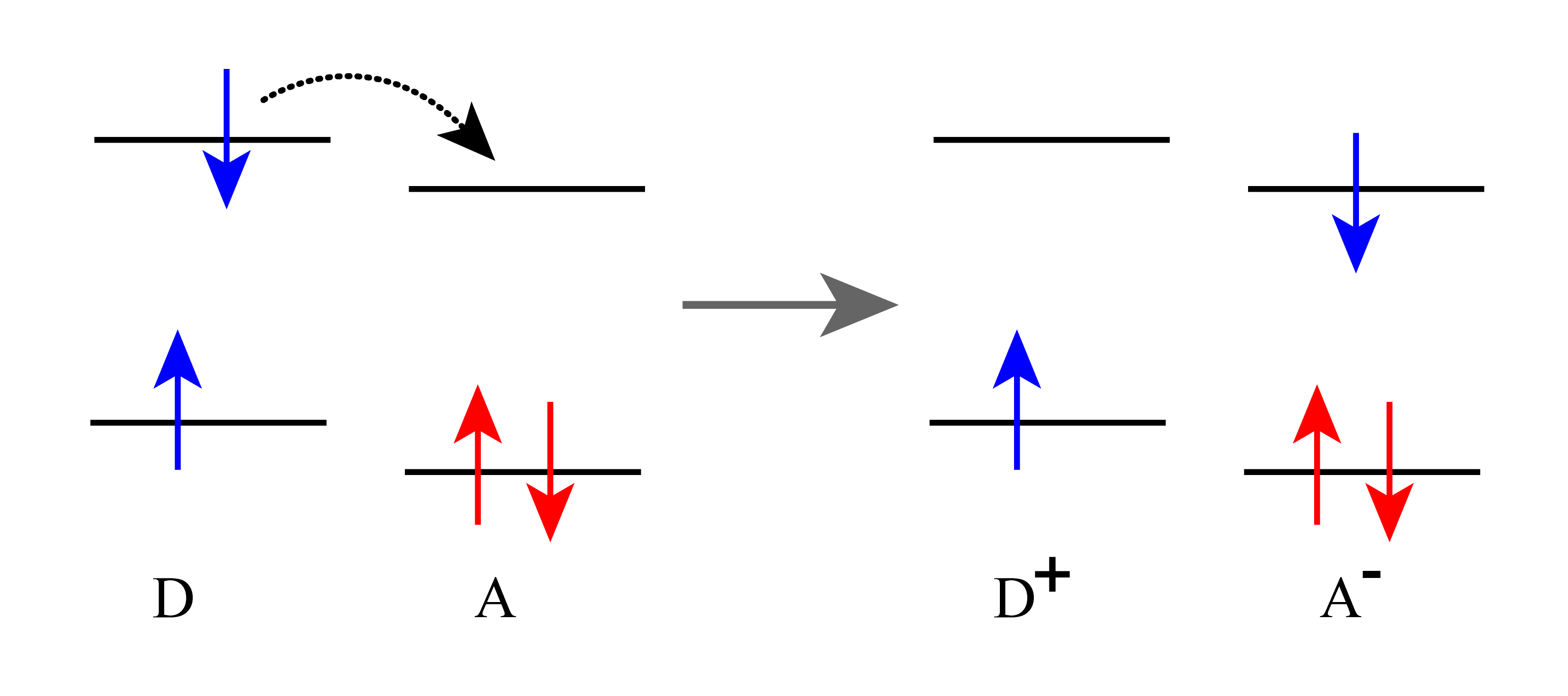
Nákres průběhu fotoindukovaného přenosu elektronu

Fotoindukovaný přenos elektronu je přenos elektronu v excitovaném stavu, pří kterém se excitovaný elektron přesouvá od donoru k akceptoru. Tento proces způsobuje oddělení nábojů a tak například redoxní reakce probíhají přes excitované stavy (tento jev se nevyskytuje u Dexterova přenosu elektronu).

## Rozsah
Některé materiály, jako jsou polovodiče, mohou být fotoaktivované, patří sem například řada fotovoltaických článků, biologických systémů (mimo jiné při fotosyntéze) a malých molekul s vhodnými absorpčními a redoxními stavy.

## Průběh
Místa, kde se nacházejí elektrony, se často popisují jako pásové struktury nebo molekulové orbitaly. Následující části článku jsou založeny na molekulových orbitalech.
Když foton excituje molekulu, tak elektron nacházející se v orbitalu se základním stavem přejde do orbitalu s vyšší energií orbital. Tento excitovaný stav vytvoří prázdné místo v orbitalu v základním stavu, které může být zaplněno prostřednictvím donoru elektronů, jenž obsahuje elektron ve vysokoenergetickém orbitalu, odkud může být dodán akceptoru. Fotoexcitované molekuly tak mohou fungovat jako dobrá oxidační i redukční činidla.
Fotoindukovaná oxidace
[MLn]2+ + hν → [MLn]2+*
[MLn]2+* + donor → [MLn]+ + donor+
Fotoindukovaná redukce
[MLn]2+ + hν → [MLn]2+*
[MLn]2+* + akceptor → [MLn]3+ + akceptor−
Obě reakce vedou k přesunu elektronu do orbitalu, který má vyšší energii než předchozí, což se u polovodičů často popisuje jako dvojice elektron-díra.
Pokud není přítomen vhodný donor či akceptor elektronů, tak může u molekul dojít k běžné fluorescenci.

## Následující procesy
V mnoha fotoproduktivních systémech jsou oddělené náboje kineticky izolované přenosem elektronu do méně energetického vodiče připojeného na p/n rozhraní, případně do elektronového transportního řetězce. Část energie zde může být využita ke konání práce.
Pokud elektron není kineticky izolován, tak bude převažovat vliv termodynamiky a produkty budou navzájem reagovat, přičemž se obnoví základní stav výchozího materiálu. Tento proces se nazývá rekombinace a energie fotonů se pak uvolňuje jako teplo.
Rekombinace při fotoindukované oxidaci
[MLn]+ + donor+ → [MLn]2+ + donor

## Potenciálově indukovaná tvorba fotonů
Proces opačný k fotoindukovanému přenosu elektronu se vyskytuje u světelných diod (LED) a při chemiluminiscenci, kde se využívají gradienty potenciálu k vytváření excitovaných stavů zanikajících vyzařováním světla.